# Paul en appartement
Paul en appartement est une bande dessinée de Michel Rabagliati, publiée en 2004 aux éditions La Pastèque.

## Résumé
L'histoire de Paul et Lucie qui emménagent dans leur nouvel appartement. À travers ce récit, on raconte aussi la rencontre de ce couple banal à l'Université, en 1980.
À la fin, l'auteur nous laisse sur une note mystérieuse ; Paul et Lucie voudraient-ils avoir un enfant ?

## Distinction
- 2005 : Grand Prix de la Ville de Québec au Festival de la bande dessinée francophone de Québec
- 2006 : Prix Doug Wright du meilleur livre